# Blok Quebecki
Blok Quebecki (fr. Bloc Québécois) – partia polityczna działająca w Kanadzie na poziomie federalnym, a mająca swoją bazę w prowincji Quebec. Najważniejszym elementem programu partii jest dążenie do uzyskania niepodległości Quebecu. Celami doraźnymi jest reprezentowanie Quebecu i frankofonii kanadyjskiej w parlamencie federalnym. Ideologia i założenia programowe partii zbliżają ją do socjaldemokracji.

## Historia
Przed powstaniem BQ istniały próby powołania wyłącznej reprezentacji interesów Quebecu w poza nim angielskojęzycznej Kanadzie. Już w 1941 powstał Bloc Populaire, lecz poza jednorazowym sukcesem w 1944, kiedy to partia wprowadziła do parlamentu 4 posłów, nie zapisała się niczym w historii.
Idea, i jak powszechnie uważano w Quebecu, paląca potrzeba własnej reprezentacji w Ottawie, powróciła po tzw. kryzysie październikowym. Próby powołania partii federalnej reprezentującej wyłącznie Quebec początkowo nie powiodła się. Powstałe w siedemdziesiątych i osiemdziesiątych Union populaire i Nacjonalistyczna Partia Quebecu czekał efemeryczny żywot.
Blok Quebecu powstał w 1990 przez secesje części frankofońskich członków klubów parlamentarnych partii konserwatywnej i liberalnej. Początkowo deputowani ci stworzyli nieformalna grupę, lecz w czasie negocjacji porozumienia z Meech Lake zaczęli występować jaka niezależna partia na poziomie federalnym. Pierwszym liderem Bloku został Lucien Bouchard, poprzednio był ministrem ochrony środowiska w konserwatywnym rządzie. W pierwszych wyborach, w których BQ wystąpił jako niezależna partia, zdobył aż 54% głosów frankofońskich, zajmując fotele oficjalnej opozycji. Po upadku porozumienia konstytucyjnego, Bloc, wraz z siostrzaną, działającą na poziomie prowincjonalnym Partią Quebecu, doprowadził do rozpisania referendum na temat niezależności Quebecu. Secesjoniści zostali pokonani w tym referendum niewielkim marginesem głosów. Po przegranym referendum Bouchard zastąpił odchodzącego Jacques’a Parizeau na stanowisku lidera Partii Quebecu, a zarazem premiera Quebecu, zgodnie z zasadami systemu westminsterskiego. Nowym przewodniczącym partii został Michel Gauthier. Po przegranym referendum i pewnej normalizacji sytuacji w Quebecu partia straciła nieco na popularności, ciągle pozostając jednak trzecią siłą federalną w Kanadzie.

## Liderzy
- Lucien Bouchard 25 czerwca 1990 – 15 stycznia 1996
- Gilles Duceppe 16 stycznia 1996 – 16 lutego 1996 (tymczasowy przewodniczący)
- Michel Gauthier 17 lutego 1996 – 4 marca 1997
- Gilles Duceppe 15 marca 1997 – 2 maja 2011
- wakat 2 maja 2011 – 11 grudnia 2011
- Daniel Paillé 11 grudnia 2011 – 16 grudnia 2013
- Mario Beaulieu 14 czerwca 2014 – 10 czerwca 2015
- Gilles Duceppe 10 czerwca 2015 – 22 października 2015
- Rhéal Fortin 22 października 2015 – 18 marca 2017 (tymczasowy przewodniczący)
- Martine Ouellet 19 marca 2017 – 11 czerwca 2018
- Mario Beaulieu 13 czerwca 2018 – 17 stycznia 2019 (tymczasowy przewodniczący)
- Yves-François Blanchet 17 stycznia 2019 – teraz

## Wybory
| Wybory | liczba mandatów | liczba głosów | % (cała Kanada) | % (Quebec) |
| ------ | --------------- | ------------- | --------------- | ---------- |
| 1993   | 54/295          | 1 835 784     | 13,52           | 49         |
| 1997   | 44/301          | 1 385 821     | 10,67           | 38         |
| 2000   | 38/301          | 1 377 820     | 10,72           | 40         |
| 2004   | 54/308          | 1 672 874     | 12,40           | 49         |
| 2006   | 51/308          | 1 553 201     | 10,48           | 42         |
| 2008   | 49/308          | 1 379 565     | 9,98            | 38,1       |
| 2011   | 4/338           | 889 788       | 6,04            | 23,4       |
| 2015   | 10/338          | 818,652       | 4,7             | 19,3       |